# 346. četa vojaške policije Slovenske vojske
346. četa vojaške policije Slovenske vojske (kratica: 346. čVP) je četa vojaške policije Slovenske vojske v sestavi 2. OPP.

## Zgodovina
Četa je bila ustanovljena 22. junija 1998 z združitvijo vodov vojaške policije iz nekdanjih 4., 5. in 6. PPŠTO. Ukinjena je bila 1. maja 2001, ko so se vse vojaško-policijske enote združile v 17. bataljon vojaške policije.

## Poveljstvo
Poveljniki
- stotnik Franko Zadnik (22. junij 1998 - )

## Organizacija
- poveljstvo (vojašnica Postojna)
- 1. vod vojaške policije (vojašnica Postojna)
- 2. vod vojaške policije (vojašnica Franca Rozmana - Staneta)
- 3. vod vojaške policije (vojašnica Ajdovščina)